# Siergiej Karpieczenko
Siergiej Karpieczenko (ur. 26 czerwca 1974 r.) – rosyjski narciarz, specjalista narciarstwa dowolnego. Najlepszy wynik na mistrzostwach świata osiągnął podczas mistrzostw w Iizuna, gdzie zajął 18. miejsce w jeździe po muldach. Nigdy nie startował na igrzyskach olimpijskich. Najlepsze wyniki w Pucharze Świata osiągnął w sezonie 1995/1996, kiedy to zajął 65. miejsce w klasyfikacji generalnej.
W 1999 r. zakończył karierę.

## Sukcesy

### Mistrzostwa świata
| Miejsce | Dzień    | Rok  | Miejscowość | Konkurencja                 | Zwycięzca         |
| ------- | -------- | ---- | ----------- | --------------------------- | ----------------- |
| 18.     | 8 lutego | 1997 | Iizuna      | Jazda po muldach            | Jean-Luc Brassard |
| 21.     | 10 marca | 1999 | Meiringen   | Jazda po muldach            | Janne Lahtela     |
| 33.     | 14 marca | 1999 | Meiringen   | Jazda po muldach podwójnych | Johann Grégoire   |

### Puchar Świata

#### Miejsca w klasyfikacji generalnej
- 1994/1995 – 127.
- 1995/1996 – 65.
- 1996/1997 – 66.

#### Miejsca na podium
1. Hasliberg – 28 lutego 1997 (Muldy podwójne) – 3. miejsce